# Stagno di Casaraccio
Lo stagno di Casaraccio è un'importante zona umida della Sardegna. Ai sensi della "Direttiva del Consiglio relativa alla conservazione degli habitat naturali e seminaturali e della flora e della fauna selvatiche" n. 92/43/CEE è stato classificato come sito di importanza comunitaria (SIC ITB010002). Inoltre, con D.A. della Regione Autonoma della Sardegna n. 18 del 31.01.1996, è stato incluso in un'"oasi permanente di protezione faunistica e di cattura".

## Geografia
Lo stagno di Casaraccio si trova nella penisola di capo Falcone, nella parte occidentale del golfo dell'Asinara a circa tre chilometri da Stintino, racchiuso tra basse colline e delimitato dal mare, ed est, da un cordone litorale attraverso il quale è stato aperto un breve canale artificiale per consentire il ricambio idrico. Lo stagno ha un'estensione di circa 85 ettari e la profondità massima è di 2 m. Il suo bacino imbrifero ha un'estensione di 11,7 km²
Considerato che l'acqua dello stagno è salmastra la vegetazione non può che essere costituita da specie dotate di alta resistenza alla salinità; si tratta di formazioni a cespuglio e giunchi e, nelle parti più interne, tamerici.

## La fauna

### Avifauna migratoria / Ospiti regolari di interesse comunitario (1994-98)
| - Albanella minore - Albanella reale - Avocetta - Beccapesci - Calandra - Calandrella - Calandro - Cavaliere d'Italia - Combattente - Cormorano - Falco di palude - Falco pescatore - Fenicottero - Fraticello | - Gabbiano corso - Gabbiano roseo - Garzetta - Magnanina - Martin pescatore - Mignattino - Occhione - Pellegrino - Piro piro boschereccio - Piviere dorato - Sterna comune - Sterna zampenere - Tottavilla |

### Vertebrati riproducentisi di interesse comunitario (1994-98)
| Anfibi: - Discoglosso sardo (N-prob.) - Raganella sarda - Rospo smeraldino | Rettili: - Biacco - Lucertola campestre - Testuggine comune - Testuggine d'acqua (N-poss.) | Uccelli: - Calandrella - Calandro - Fraticello (N-prob.) - Occhione (N-poss.) - Sterna comune |